# Eitzen
Eitzen é uma cidade localizada no estado americano de Minnesota, no Condado de Houston.

## Demografia
Segundo o censo americano de 2000, a sua população era de 229 habitantes.
Em 2006, foi estimada uma população de 236, um aumento de 7 (3.1%).

## Geografia
De acordo com o United States Census Bureau tem uma área de
1,5 km², dos quais 1,5 km² cobertos por terra e 0,0 km² cobertos por água. Eitzen localiza-se a aproximadamente 352 m acima do nível do mar.

## Localidades na vizinhança
O diagrama seguinte representa as localidades num raio de 24 km ao redor de Eitzen.